# Spartaco Schergat
Spartaco Schergat (Capodistria, 12 luglio 1920 – Trieste, 24 marzo 1996) è stato un marinaio italiano.

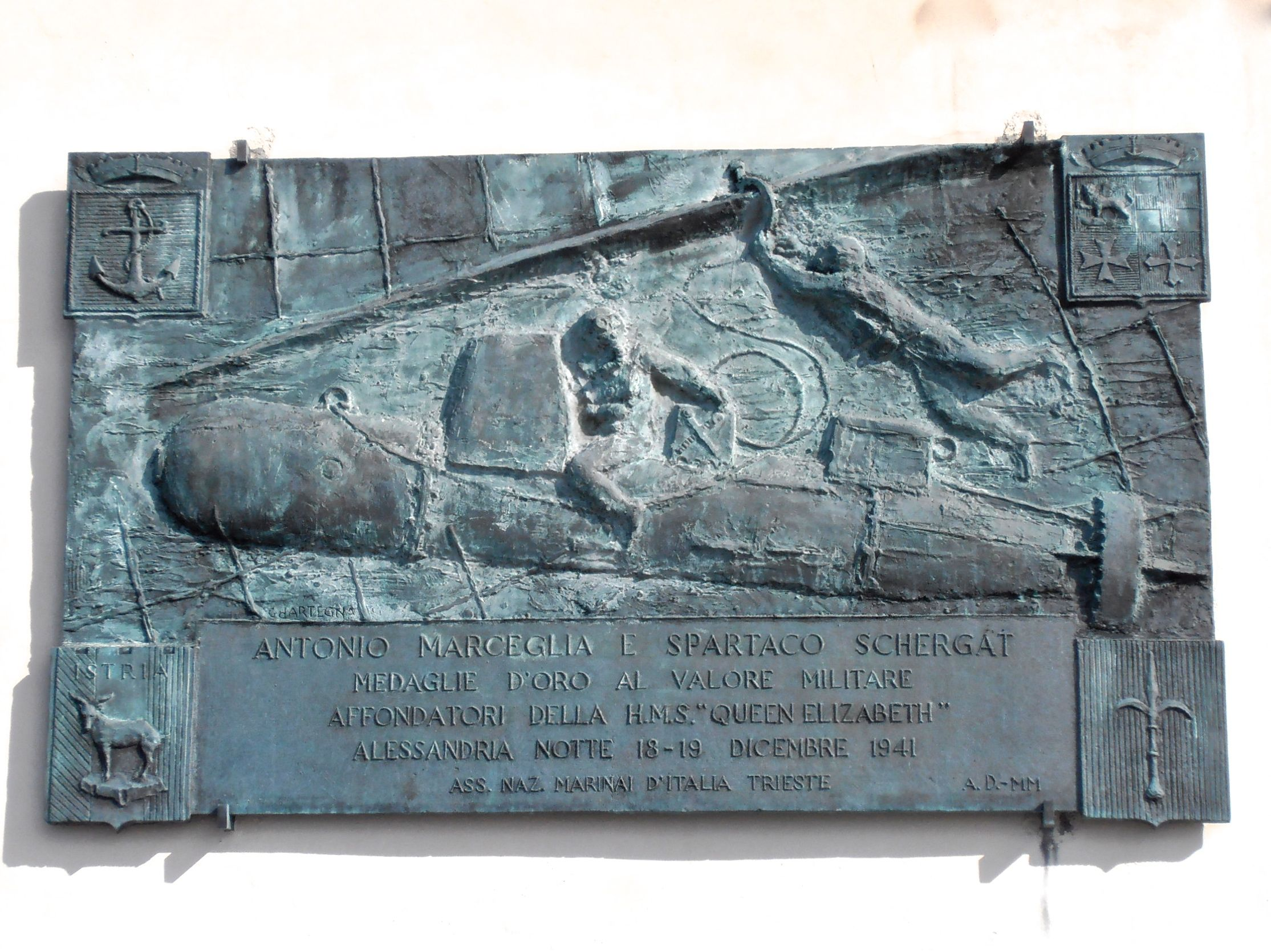
La targa a Marceglia e Schergat all'idroscalo di Trieste (ora sede della Capitaneria di porto)

Prestò servizio nella Regia Marina durante la seconda guerra mondiale in qualità di palombaro, venendo decorato con la Medaglia d'oro al valor militare.

## Biografia
Fu volontario nella Regia Marina dal marzo 1940 venendo assegnato alla categoria palombari. Frequentò la Scuola del Corpo reali equipaggi marittimi di San Bartolomeo (La Spezia) e, dopo aver conseguito il brevetto da palombaro, venne inquadrato nella Xª Flottiglia MAS con la qualifica di Operatore dei mezzi speciali d'assalto.
Partecipò alle missioni per il forzamento di Gibilterra del maggio e del settembre 1941 guadagnando per tale impresa la Croce di guerra al valor militare e una Medaglia di bronzo al valor militare.
Sempre nello stesso anno, partecipò all'impresa di Alessandria d'Egitto dell'alba del 19 dicembre quando, dopo aver raggiunto il teatro delle operazioni a bordo del sommergibile Scirè, in qualità di 2º operatore del siluro a lenta corsa denominato "maiale" condotto dal capitano del genio navale Antonio Marceglia, portò alcune cariche esplosive sotto la chiglia della corazzata britannica HMS Queen Elizabeth che affondò a causa della detonazione.
Dopo aver eluso i controlli della polizia Schergat e Marceglia riuscirono a entrare in città fingendosi marinai francesi, ma, a causa delle sterline fornitegli che non avevano corso legale in Egitto, furono individuati e arrestati in vista della salvezza dalla polizia egiziana presso Rosetta, dove, al largo, li aspettava il sommergibile Zaffiro che aveva il compito di recuperarli. Per l'impresa fu insignito della Medaglia d'oro al valor militare.
Consegnato agli inglesi fu condotto nel campo di prigionia inglese n. 321 in Palestina.
Nell'ottobre 1944 rientrò in Italia per partecipare alla guerra di liberazione nel Gruppo "Mariassalto". Messo in congedo nel novembre 1945, fu iscritto nel Ruolo d'Onore nel grado di 2º capo palombaro.
Nel dopoguerra si occupò di recuperi navali, fece il marinaio presso uno Yacht Club di Trieste e, infine, trovò impiego come custode dell'università giuliana. Un anno prima della morte ricevette il vitalizio previsto dalla legge Bacchelli per gli italiani illustri.
La Marina Militare ha deciso di intitolare a Spartaco Schergat la fregata missilistica FREMM F 598, unità navale varata il 26 gennaio 2019, la cui entrata in servizio era prevista per il 2020, ma che invece è stata ceduta alla Marina Egiziana e a dicembre 2020 è entrata in servizio col nome di Al Galala.
Nonostante questo, la Marina non ha rinunciato al proposito: infatti il 24 novembre 2023 è stata varata un'altra fregata tipo FREMM (è stato programmato di acquisirne in tutto dieci esemplari), sempre con il distintivo ottico F598 e intitolata a Spartaco Schergat.

## Onorificenze
- Promozione al grado di sergente (1941)